# De Open Hof (Ede)
De Open Hof is een kerkgebouw in de wijk Veldhuizen in Ede.

## Gebouw
Het gebouw is een ontwerp van architect K.W. Ganzevoort uit Bennekom en is geopend op 23 maart 1972. De architect kreeg de opdracht een gebouw te ontwerpen dat, in navolging van een landelijke trend, gebruikt kon worden voor verschillende doeleinden, ook niet-kerkelijke. Er is een grote kerkzaal (de Alphazaal), de kerkzaal voor de gereformeerden. De kleinere Omegazaal is voor de Taborgemeente. Beide kerkzalen hebben een eigen entree. Daarnaast zijn er nog negen zalen van verschillende grootte.
Het gebouw heeft de vorm van een blok en past daardoor bij de omliggende woningen. Het is opgetrokken uit betonsteen, in schoon metselwerk. De bovenbouw van de twee kerkzalen is betimmerd met houten schroten in een donkere kleur. In de architectuur staat dit bekend als Brutalisme.
Het ruwe beton en het hout maken de grote kerkzaal wel heel donker, daarom is in 2009 besloten om de wanden en het dak in een lichte kleur te schilderen. Ook zijn, na ruim 30 jaar, de donkere kunststof stoelen vervangen door stoelen met een lichte houtkleur en rode bekleding. Ook het liturgisch centrum is aangepast en in dezelfde lichte kleur gebracht.

### Orgel
Het orgel dat in de grote kerkzaal staat, is in 1973 gebouwd door de firma Vierdag. Het heeft een klassieke kast. Hieronder volgt de dispositie:
| Hoofdwerk     |    |
| Prestant      | 8' |
| Roerfluit     | 8' |
| Octaaf        | 4' |
| Quinta        | 3' |
| Octaaf        | 2' |
| Mixtuur 4 st. |    |
| Trompet       | 8' |

| Nevenwerk |    |
| Holpijp   | 8' |
| Gemshoorn | 4' |
| Fluyt     | 2' |
| Sifflet   | 1' |

| Pedaal  |     |
| Bourdon | 16' |
| Gedekt  | 8'  |
| Fagot   | 16' |

Speelhulpen: 3 koppels, Tremulant

## Deelnemende kerken
De deelnemende kerken zijn:
- De Gereformeerde Kerk Ede
- De Hervormde Taborgemeente Ede (op Lijst van kerken in Ede staat: Taborkerk)

De Hervormde Gemeente was aanvankelijk ook deelnemer, maar trok zich in 1981 uit het kerkelijk centrum terug en stichtte verderop in de wijk een eigen kerk, De Ark.
Voor de Gereformeerde Kerk is dit het vierde kerkgebouw in Ede, na de Noorderkerk, de Beatrixkerk en de Proosdijkerk.
Sinds 2003/2004 houden beide kerkgemeenschappen in het kader van Samen op Weg gezamenlijke kerkdiensten en maken deel uit van de Protestantse Kerk in Nederland. Bestuurlijk is er nu volledig geïntegreerd en heeft de SoW-gemeente “De Open Hof” nu één Federatie Raad (zeg maar: Kerkenraad), zij het dat de kerkenraadsleden formeel nog deel uitmaken van de Gereformeerde Kerk en de Hervormde Taborgemeente. Op alle terreinen van het kerkelijk werk wordt nu volledig samengewerkt.

## Predikanten
Voor de Gereformeerde Kerk:
- H.M. Dercksen (1973 - 2003) (was predikant in deze wijk vanaf 1966; is overleden in december 2003)
- J. Korteweg (... - 2011)
- J. Reedijk (2012 - oktober 2017)

Voor de Hervormde Gemeente:
- T. van ’t Veld
- H. Nap

Voor De Hervormde Taborgemeente:
- J.J. Nijenhuis (1973 - 1987)
- H.J. Oortgiesen (1987 - 1993)
- J. van der Linden (1993 - 2014)

## Multifunctioneel gebruik
Vanaf 12 juni 2018 huurt het Toon Hermans Huis, voorheen gevestigd aan de Telefoonweg 124b, in Ede er drie ruimtes.